# سليم بن عمرو بن حديدة
سليم بن عمرو بن حديدة وقيل سليم بن عامر بن حديدة (المتوفي سنة 3 هـ) صحابي من الأنصار من بني سواد بن غنم من الخزرج، شهد بيعة العقبة الثانية، وشهد غزوة بدر مع مولاه عنترة، وقتل في غزوة أحد.